# Space Quest IV
Space Quest IV: Roger Wilco and the Time Rippers es una aventura gráfica de 1991 de Sierra On-Line y la cuarta entrega de la serie Space Quest. El juego se lanzó originalmente en disquetes el 4 de marzo de 1991, y más tarde en CD-ROM en diciembre de 1992 con soporte completo de voz; se anunció una versión para Atari ST a través de la revista de Sierra Online, Sierra News Magazine, pero más tarde fue cancelada. Los jugadores asumen el papel de Roger Wilco, que se ve inmerso en una nueva aventura a través del tiempo y el espacio en la que debe frustrar los planes de un viejo enemigo que busca vengarse de él.
El juego se desarrolló con gráficos de 256 colores pintados a mano, animación por captura de movimiento y un cambio del sistema de interpretación de texto a una interfaz más tradicional de point and click. El coste total del juego fue muy superior al de títulos anteriores, pero resultó un éxito comercial y recibió críticas positivas por su humor, reparto de voces y presentación. En 1993 se lanzó una secuela, Space Quest V.

## Jugabilidad
A diferencia de los tres primeros juegos, Space Quest IV utiliza una interfaz point and click, similar en su funcionamiento a la de King's Quest V. En el juego, estas acciones se pueden utilizar para interactuar con los objetos, ya sea para examinarlos, hablar con ellos, usarlos/recogerlos, y probarlos y olerlos (estos dos últimos principalmente con fines cómicos). Los objetos pueden examinarse en el inventario y seleccionarse como acción para usar en los entornos. Al igual que otros juegos de Sierra y juegos anteriores, el jugador tendrá que hacer frente a situaciones mortales rápidamente para evitar un game over.
Scott Murphy prefería mantener la interfaz original del intérprete de texto en Space Quest IV, pues creía que añadía profundidad al juego. Durante el desarrollo, el presidente Ken Williams y el director creativo Bill Davis le pidieron a él y a su codiseñador Mark Crowe que consideraran la posibilidad de adoptar el sistema point and click. A pesar de su preferencia por el intérprete, la dirección anuló más tarde su decisión, haciendo hincapié en la estrategia de la empresa de mantener una interfaz consistente de point and click en todo su repertorio de juegos modernos.

### Ms. Astro Chicken
Ms. Astro Chicken: Flight of the Pullet es un videojuego incluido dentro de la parte del juego Latex Babes of Estros, en un salón recreativo de un centro comercial. Es una especie de secuela de Astro Chicken, un juego arcade que apareció en Space Quest III. El nombre del juego es una parodia del juego arcade Ms. Pac-Man. El tema musical de Astro Chicken es una variación del Chicken Reel, una canción popular tradicional más conocida por su uso en dibujos animados.
En el juego, el jugador controla a una gallina voladora cuyos enemigos son ardillas voladoras, bombas de viento, cazadores con escopetas y perros de caza. Dejar caer huevos sobre los enemigos los inmoviliza y aumenta la puntuación del jugador. Después de jugar durante un rato, el arcade explotará, aunque esto no tiene ningún efecto sobre el jugador ni sobre el juego en general.

## Trama

### Escenario
Space Quest IV se desarrolla en un universo que parodia notables franquicias de ciencia ficción. La historia en sí parodia el sistema de numeración del juego mientras se adentra en los viajes en el tiempo. Los jugadores asumen el papel de Roger Wilco, un humilde conserje que ha vivido tres aventuras y ahora quiere volver a casa, solo para encontrarse viajando entre el pasado y el futuro para frustrar una nueva amenaza.

### Historia
Tras los acontecimientos de Space Quest III, el humilde conserje Roger Wilco regresa a su mundo natal, Xenon, a bordo del Aluminum Mallard. Al parar en un bar para tomar algo y contar sus hazañas a los clientes, Roger es abordado por dos androides. Ellos se lo llevan fuera y revelan ser los empleados de Sludge Vohaul, el villano de Space Quest II, que ha renacido en el futuro y ahora busca vengarse de él. Antes de que los androides lo maten, dos soldados rescatan a Roger, uno de los cuales abre una grieta en el tiempo y le ordena escapar a través de ella. Viajando por la misma, Roger acaba en Xenon en un futuro cercano, devastado por un gran desastre (el cual el juego afirma que es Space Quest XII: Vohaul's Revenge II).
Explorando las ruinas de la ciudad principal del planeta, Roger encuentra una grabación que revela que Xenon desarrolló un superordenador de IA para dirigirlo todo, pero que fue infectado con un virus, la mente de Vohaul digitalizada, que inició una guerra con los habitantes, matando o esclavizando a la mayoría de la población. Convencido de que debe detenerlo, Roger se cuela en la base de Vohaul y roba una nave de viajes en el tiempo para encontrar alguna forma de combatir el problema. Retrocede varios años y acaba en el planeta Estros durante Space Quest X: Latex Babes of Estros (una parodia del juego de Infocom, Leather Goddesses of Phobos), donde se encuentra con su futura exnovia. Tras rescatarla de un apuro, se une a ella en un viaje de compras, adquiriendo más objetos que le ayudarán en su búsqueda.
Después de que los androides de Vohaul le sigan la pista, Roger los burla y roba su nave de viaje en el tiempo, procediendo a buscar objetos adicionales (incluyendo una visita de vuelta a Space Quest I), antes de regresar finalmente a Xenon. Al infiltrarse en la base de Vohaul, Roger descubre que el soldado que lo rescató es en realidad su hijo del futuro y que Vohaul lo capturó. Tras iniciar el proceso de reformateo del superordenador, procede a enfrentarse a Vohaul. Tras derrotarle y rescatar a su hijo, Roger libera de nuevo a Xenon y pregunta por su futuro. Su hijo solo le proporciona detalles menores, incluida información sobre la mujer con la que tendrá un hijo. Al saber que no recordará mucho de la aventura, Roger se despide de su hijo y regresa al presente.

## Recepción
Según Sierra On-Line, las ventas combinadas de la serie Space Quest superaron los 1,2 millones de unidades a finales de marzo de 1996.
En 1991, la revista Dragon le otorgó al juego 5 estrellas de 5. En 1992, también le otorgó 5 estrellas de 5 a la versión para Macintosh del juego. Charles Ardai de Computer Gaming World declaró en 1993 que «la versión en CD-ROM es incluso más completa que la original. Acentúa y mejora todos los puntos fuertes del juego», y los actores de doblaje actúan mucho mejor que en King's Quest V. Aunque señaló que el CD-ROM no cambiaba la brevedad de la jugabilidad, Ardai añadió que «hay mejores juegos de aventuras que Space Quest IV [pero] hay pocos juegos que sean más entretenidos. Pocos han mejorado tanto en la transición al CD-ROM». Concluyó que «Space Quest IV es el juego multimedia perfecto: tiene un aspecto y sonido magníficos y ofrece una experiencia que no se podría conseguir con un juego basado en disquetes». En abril de 1994, la revista afirmó que las voces de la versión en CD «dan vida al extravagante mundo de Roger Wilco... una de sus mejores y más divertidas aventuras».
Jim Trunzo reseñó a Space Quest IV en el 30.º número de White Wolf (febrero de 1992) calificándolo con un 4 de 5 y afirmó que «La inclinación cómica del juego camufla la tensión subyacente del conflicto entre los buenos y los malos. Los magníficos gráficos futuristas se combinan a la perfección con la jugabilidad simplificada para hacer de Space Quest IV: Roger Wilco and the Time Rippers una de las raras criaturas de la vida: una secuela exitosa».
La versión para Amiga no fue tan bien recibida como la original para PC. Varios críticos mencionaron la mala calidad de la conversión y algunas revistas de Amiga puntuaron el juego con un 19%.
En 1996, Computer Gaming World calificó a Space Quest IV como el juego más divertido jamás creado. Los editores escribieron que «transformó todos los clichés de ciencia ficción de viajes en el tiempo con la voz de Gary Owens... proporcionando el contrapunto cómico perfecto».
En 2011, Adventure Gamers nombró a Space Quest IV el 48.º mejor juego de aventuras jamás lanzado.